# Гельфонд Олександр Йосипович
Олександр Йосипович Гельфонд (нар. 11 (24) жовтня 1906, Санкт-Петербург — пом. 7 листопада 1968, Москва) — радянський математик, член-кореспондент АН СРСР. Відомий своїми роботами по теорії чисел, а також рішенням сьомої проблеми Гільберта. Працював в МГУ (1931-1968) і Математичному інституті АН СРСР (1933-1968). Нагороджений орденом Леніна (1953) і трьома орденами Трудового Червоного Прапора (1945, 1945, 1966).

## Біографія
Олександр Гельфонд народився 24 жовтня 1906 року в Санкт-Петербурзі в сім'ї лікаря. У 1924 році він вступив до Московського університету, який закінчив у 1927 році. Під керівництвом Олександра Хінчина та В'ячеслава Степанова продовжив навчання у аспірантурі, яку закінчив у 1930 році. В 1929-1930 роках викладав в МВТУ. Будучи аспірантом, опублікував у 1929 році часткове рішення сьомої проблеми Гільберта.
У 1931 році почав працювати на Механіко-математичному факультеті МДУ, в 1937 році очолив кафедру аналізу і теорії чисел, пізніше — кафедру теорії чисел. З 1933 року Гельфонд працював у відділі теорії чисел Математичного інституту ім. В. А. Стеклова АН СРСР. У цих двох організаціях він продовжував свою роботу до кінця свого життя. У 1934 році Гельфонд отримав повне рішення сьомої проблеми Гільберта. У 1935 році йому було присвоєно ступінь доктора фізико-математичних наук, а в 1939 році він був обраний членом-кореспондентом Академії наук СРСР.
Під час Великої Вітчизняної війни Гельфонд був залучений до робіт в області криптографії при Головному Штабі Військово-Морського Флоту. 

## Твори
Гельфонд опублікував багато праць по теорії чисел і теорії функцій комплексного змінного, з проблем єдності, повноти систем функцій, інтерполяції в комплексній області, за арифметичних властивостях функцій. Найбільш великі з них:
- «Трансцендентні і алгебраїчні числа» (М., 1952)
- «Елементарні методи в аналітичній теорії чисел» (М., 1962, у співавторстві з Юрієм Линником)
- «Вирахування і їх застосування» (М., 1966)
- «Обчислення кінцевих різниць» (М., 1967).

У 1973 році під редакцією академіка Линника вийшли «Обрані праці» Гельфонда.